# Campionati croati di sci alpino 2023
I Campionati croati di sci alpino 2023 si sono svolti a Zagabria-Sljeme tra il 22 e il 23 marzo; il programma ha incluso gare di slalom gigante e slalom speciale, sia maschili sia femminili. 
Trattandosi di competizioni valide anche ai fini del punteggio FIS, vi hanno potuto partecipare anche sciatori di altre federazioni, senza che questo abbia consentito loro di concorrere al titolo nazionale croato.

## Risultati

### Uomini

#### Slalom gigante
| Pos. | Atleta             | Nazione | Tempo   |
| ---- | ------------------ | ------- | ------- |
| 1    | Filip Zubčić       | Croazia | 1:55,76 |
| 2    | Joshua Sturm       | Austria | 1:55,96 |
| 3    | Tobias Kogler      | Austria | 1:56,39 |
| 4    | Lukas Passrugger   | Austria | 1:56,96 |
| 5    | Istok Rodeš        | Croazia | 1:57,17 |
| 6    | Christoph Meissl   | Austria | 1:58,55 |
| 7    | Tvrtko Ljutić      | Croazia | 1:59,13 |
| 8    | Kilian Pramstaller | Austria | 1:59,17 |
| 9    | Diego Leon         | Cile    | 2:00,10 |
| 10   | Benjamin Szőllős   | Israele | 2:00,39 |

Data: 22 marzo

#### Slalom speciale
| Pos. | Atleta        | Nazione  | Tempo   |
| ---- | ------------- | -------- | ------- |
| 1    | Istok Rodeš   | Croazia  | 1:40,93 |
| 2    | Joshua Sturm  | Austria  | 1:40,97 |
| 3    | Filip Zubčić  | Croazia  | 1:41,20 |
| 4    | Matej Vidović | Croazia  | 1:41,21 |
| 5    | Tijan Marovt  | Slovenia | 1:41,71 |
| 6    | Samuel Kolega | Croazia  | 1:41,88 |
| 7    | Tvrtko Ljutić | Croazia  | 1:42,96 |
| 8    | Jakob Greber  | Austria  | 1:43,08 |
| 9    | Tamás Trunk   | Ungheria | 1:43,47 |
| 10   | Roko Begović  | Croazia  | 1:44,10 |

Data: 23 marzo

### Donne

#### Slalom gigante
| Pos. | Atleta                      | Nazione     | Tempo   |
| ---- | --------------------------- | ----------- | ------- |
| 1    | Leona Popović               | Croazia     | 2:01,24 |
| 2    | Nika Tomšič                 | Slovenia    | 2:01,79 |
| 3    | Zuzana Jakubcová            | Slovacchia  | 2:03,72 |
| 4    | Aniela Sawicka              | Polonia     | 2:06,75 |
| 5    | Oliwa Wróbel                | Polonia     | 2:07,78 |
| 6    | Ioana Corlățeanu            | Romania     | 2:08,63 |
| 7    | Diana Andreea Rențea        | Romania     | 2:09,31 |
| 8    | Myrthe Jager                | Paesi Bassi | 2:09,38 |
| 9    | Maria Nikoleta Kaltsogianni | Grecia      | 2:17,34 |
| 10   | Lu Maštrović                | Croazia     | 2:17,97 |
| 11   | Marta Tomšić                | Croazia     | 2:18,42 |

Data: 22 marzo

#### Slalom speciale
| Pos. | Atleta                      | Nazione     | Tempo   |
| ---- | --------------------------- | ----------- | ------- |
| 1    | Leona Popović               | Croazia     | 1:42,47 |
| 2    | Zrinka Ljutić               | Croazia     | 1:43,11 |
| 3    | Nika Tomšič                 | Slovenia    | 1:44,93 |
| 4    | Zuzana Jakubcová            | Slovacchia  | 1:48,80 |
| 5    | Sophie Mahon                | Australia   | 1:52,04 |
| 6    | Myrthe Jager                | Paesi Bassi | 1:53,65 |
| 7    | Maria Nikoleta Kaltsogianni | Grecia      | 1:55,47 |
| 8    | Diana Andreea Rențea        | Romania     | 1:56,51 |
| 9    | Ioana Corlățeanu            | Romania     | 1:57,59 |
| 10   | Kiana Kryeziu               | Kosovo      | 2:00,12 |
| 11   | Marta Tomšić                | Croazia     | 2:04,94 |

Data: 23 marzo